# Anello di Kayser-Fleischer
È detto anello di Kayser-Fleischer una formazione circolare bruno-verdastra che insorge alla periferia della cornea e precisamente a livello della membrana di Descemet. In passato si pensava fosse dovuto a deposito di argento ma nel 1934 si dimostrò fosse legato alla deposizione di rame nel tessuto corneale. Il nome deriva dai medici tedeschi Bernhard Kayser e Bruno Fleischer che per primi lo descrissero nel 1902 e 1903.

## Individuazione
Visto che non causa sintomi, il suo ritrovamento è spesso casuale, a seguito di indagini condotte per altri motivi medici.
Prima che siano visibili ad occhio nudo, possono essere individuati mediante ricorso dalla lampada a fessura.

## Aspetto
Gli anelli appaiono come delle mezzelune che esordiscono a circa ore 12 nella membrana di Descemet (zona di confine tra la cornea e la sclera). Col progredire dello stato patologico altre mezzelune possono comparire a ore 6 fino al completo interessamento della membrana di Descemet a tutta circonferenza.

## Condizioni patologiche associate
È caratteristico della malattia di Wilson, nella quale è riscontrabile nel 50-62% dei pazienti con manifestazioni prevalentemente epatiche, e fino al 95% dei pazienti con interessamento neurologico, pur non essendo patognomonico.
Può essere presente anche in corso di malattie colestatiche croniche.